# Västerbotten
Västerbotten er en provins (landskap) i amtet Västerbottens län i det nordlige Sverige. De største byer er Umeå og Skellefteå.
Tidligere hørte områderne nord for Den Botniske Bugt også med til Västerbotten. I 1809 blev den del af landskabet, der ligger øst for Torne elv afstået til Finland. I 1800-tallet blev Norrbotten udskilt som et eget landskab.

## Hertugerne af Västerbotten
Siden det 13. århundrede er svenske fyrster fra visse dynastier blevet skabt hertuger af forskellige provinser. Siden 1772 har disse titler været rent nominelle.
- Prins Gustaf Adolf (1906-1947)
- Prinsesse Ines (2025–)